# E. P. Sigaud
Eugênio de Proença Sigaud (Porciúncula, 2 de julho de 1899 – Rio de Janeiro, 5 de agosto de 1979), foi um pintor, gravador, artista gráfico, ilustrador, cenógrafo, crítico, professor, arquiteto e poeta brasileiro.

## Biografia
Filho de Paulo da Nóbrega Sigaud (este, por sua vez, era filho do médico francês Joseph François Xavier Sigaud) e Maria de Proença Sigaud, nasceu na cidade fluminense de Porciúncula. Ainda jovem muda-se com os pais para Belo Horizonte, capital de Minas Gerais; sendo educado no Colégio Salesiano. Ainda em Belo Horizonte, conclui o curso da faculdade de engenharia agronômica
Já na cidade do Rio de Janeiro, então Capital Federal, forma-se arquiteto na Escola Nacional de Belas Artes. Mas, por predileção, suas atividades também se voltam para pintura. Pioneiro da arte moderna no Brasil, junto com outros artistas, integra o chamado Núcleo Bernardelli, combatendo os acadêmicos que monopolizavam as atividades do Salão Nacional. Com temática social, exaltava o operário anônimo e o trabalhador negro; usando sua arte como instrumento de denúncia social.
Em 1921 frequenta o curso livre da Escola Nacional de Belas Artes - ENBA, e é aluno de Modesto Brocos. Sua carreira artística tem inicio em 1923 quando participa do Salão da Primavera da Guanabara. Mais tarde, em 1927, ingressa no curso de arquitetura da ENBA, que conclui em 1932. Sigaud participa do 38.º Salão Nacional de Belas Artes, organizado em 1931 pelo urbanista Lúcio Costa, conhecido como Salão Revolucionário por permitir a exibição da obra de todos os inscritos, causando a polêmica que leva ao afastamento do urbanista da direção da instituição. Sigaud torna-se um dos principais porta-vozes do muralismo ao publicar, no mesmo ano, o artigo Por que É Esquecida entre Nós a Pintura Mural?, no Jornal de Belas Artes. É um dos artistas brasileiros selecionados para a 1.ª Bienal Internacional de São Paulo, no Pavilhão do Trianon.[carece de fontes?]
Em 1936 obtém medalha de bronze no Salão Nacional de Belas Artes; e em 1942 a medalha de prata da divisão moderna. No exterior, em Nova Iorque, obteve menção honrosa ao expor o quadro Êxodo de Escravos, em mostra no Riverside Museum em 1939. No México, a tela "A Obra" ilustra a galeria da na Universidad Obrera.
Daí passou a participar de exposições organizadas pelo Museu Nacional de Belas Artes, na 1ª Bienal Internacional de Arte de São Paulo e em outros Salões Nacionais de Arte Moderna.
Apesar de se auto denominar como ateu, parte de sua arte retratou cenas do Evangelho, principalmente o Velho Testamento. Foi o responsável pelo projeto da Catedral Basílica Menor Nossa Senhora de Lourdes (1949) e pelo projeto e pintura mural da Catedral Metropolitana de Jacarezinho (1954 e 1957), no Paraná, a convite de seu irmão, o bispo Dom Geraldo de Proença Sigaud, então titular daquela diocese. Nesse trabalho acabou por provocar reação popular por ter retratado figuras bíblicas com traços de habitantes locais. Decorou ainda os vitrais da Igreja dos Mártires São Gonçalo Garcia e São Jorge, localizada no Campo de Santana, na cidade do Rio de Janeiro.
Casado por cerca de 45 anos com Silvia Sigaud, possuindo ateliê em frente sua casa no bairro carioca de Copacabana. Sua ultima exposição foi no ano de 1976, quando sofreu uma trombose, ficando um tempo sem pintar. Hospitalizado no dia 17 de junho, faleceu depois de dois meses por conta de uma embolia cerebral. Foi sepultado no Cemitério São João Batista, Zona Sul da cidade do Rio de Janeiro, durante o funeral teve seu corpo encomendado por seu irmão, o bispo Dom Geraldo de Proença Sigaud. 